# The Power of Movement in Plants
The Power of Movement in Plants (Il potere di movimento nelle piante) è un'opera scientifica pubblicata da Charles Darwin nel 1880, con il contributo del figlio Francis Darwin. In questo libro, Darwin esplora i movimenti delle piante e sviluppa la teoria che tali movimenti siano modificazioni di un movimento fondamentale, la circumnutazione, che consiste in una rotazione spontanea delle parti in crescita delle piante. L'opera rappresenta un ampliamento dei suoi studi precedenti sulle piante rampicanti e un tentativo di applicare la stessa teoria ai vegetali in generale.
The Power of Movement in Plants è una delle opere più tecniche di Darwin, ma si inserisce pienamente nel suo quadro teorico più ampio sull'evoluzione e sull'adattamento degli organismi viventi.

## Storia
Nella sua autobiografia Darwin scrive

## Struttura
- Capitolo I: I Movimenti di Circumnutazione delle Piante in Germinazione

Questo capitolo descrive i movimenti di circumnutazione delle piante in fase di germinazione, come la Brassica oleracea, analizzando i movimenti delle radici, dell'ipocotile e dei cotiledoni. Viene evidenziato come questi movimenti siano presenti anche in diverse altre specie di piante, tra cui Gossypium, Oxalis, Tropaeolum, e molte altre, con l'analisi della velocità e della modalità di questi movimenti in risposta alla crescita.
- Capitolo II: Considerazioni Generali sui Movimenti e la Crescita delle Piante in Germinazione

Il capitolo esplora la generalità del movimento di circumnutazione nelle piante in germinazione, con particolare attenzione ai radicelli e ipocotili nel loro processo di penetrazione nel suolo. Viene discusso anche il fenomeno dell'arco nel processo di germinazione, l'attività dei cotiledoni e la loro sensibilità alla luce e al contatto.
- Capitolo III: Sensibilità dell'Apex della Radice al Contatto e Altri Stimoli

In questo capitolo, Darwin esplora la reazione delle punte delle radici agli ostacoli nel terreno, documentando la sensibilità al contatto e ad altri stimoli come la temperatura. Viene esaminato come questa sensibilità aiuti a superare il geotropismo, e come la sensibilità vari tra diverse specie di piante come Vicia faba, Pisum, e Phaseolus.
- Capitolo IV: I Movimenti di Circumnutazione nelle Piante Mature

Questo capitolo si concentra sui movimenti di circumnutazione nelle piante mature, inclusi fusti, stoloni e peduncoli floreali. Viene discusso come le foglie, come quelle di Dionaea e Cannabis, compiano movimenti oscillatori, e come queste piante reagiscano a cicli di luce e buio.
- Capitolo V: Circumnutazione Modificata: Piante Rampicanti e Crescita Epinastica e Iponastica

Qui, Darwin analizza come la circumnutazione sia modificata nelle piante rampicanti e in altri tipi di piante. Esamina il fenomeno della crescita epinastica delle foglie giovani e della crescita iponastica di ipocotili e epicotili, inclusi i movimenti modificati che permettono alle piante di arrampicarsi.
- Capitolo VI: Circumnutazione Modificata: Movimenti di Sonno (Nyctitropici) e il Loro Uso

Il capitolo esplora i movimenti nyctitropici delle foglie, cioè i movimenti legati al sonno, con particolare attenzione ai pulvini e al loro ruolo nel regolare la radiazione. Viene anche discusso come piante come Oxalis, Mimosa e Arachis sviluppino posizioni specifiche durante la notte per ridurre la perdita di calore.
- Capitolo VII: Movimenti Nyctitropici o di Sonno delle Foglie

Analisi dei movimenti di sonno delle foglie in varie specie. Si esaminano i meccanismi dietro il movimento delle foglie di Oxalis, Trifolium, Mimosa e altre piante, mostrando come questi movimenti siano legati all'alternanza di luce e oscurità.
- Capitolo VIII: Circumnutazione Modificata: Movimenti Indotti dalla Luce

Darwin distingue tra eliotropismo e gli effetti della luce sulla periodicità dei movimenti delle foglie. Vengono descritti movimenti eliotropici verso la luce in piante come Beta e Zea, e come il movimento delle piante possa essere modificato in risposta alla luce, passando da heliotropismo a apheliotropismo.
- Capitolo IX: Sensibilità delle Piante alla Luce: I Suoi Effetti Trasmissione

In questo capitolo si esplora come le piante siano sensibili alla luce, e come questa sensibilità influisca sulla loro crescita e movimento. Vengono discussi gli effetti della luce sulla curvatura delle piante e come essa venga trasmessa alle varie parti della pianta, inclusi radici e cotiledoni.
- Capitolo X: Circumnutazione Modificata: Movimenti Indotti dalla Gravitazione

Il capitolo esplora il geotropismo e come la circumnutazione possa essere convertita in movimenti indotti dalla gravità. Darwin esamina come piante come Rubus e Lilium modifichino il loro movimento in risposta alla gravità, superando l'orientamento gravitazionale tramite l'eliotropismo.
- Capitolo XI: Sensibilità Localizzata alla Gravitazione e i Suoi Effetti Trasmessi

Questo capitolo approfondisce la sensibilità localizzata delle piante alla gravità, concentrandosi sui radicelli e sul loro comportamento in risposta a stimoli gravitazionali. Viene discussa l'importanza della sensibilità delle punte delle radici e come essa aiuti le piante a regolare la loro crescita in base alla gravità.
- Capitolo XII: Sommario e Considerazioni Finali

Il capitolo conclusivo riassume i concetti chiave del libro, evidenziando la natura dei movimenti di circumnutazione e come questi si modifichino in risposta a vari stimoli come luce, gravità e temperatura. Darwin conclude sottolineando le similitudini tra i movimenti delle piante e quelli degli animali, indicando come le punte delle radici agiscano come un "cervello" nella regolazione della crescita e dei movimenti.

## Contenuto
Nel libro, Darwin argomenta che i principali movimenti delle piante – come quelli in risposta alla luce, alla gravità e ad altri stimoli ambientali – sono manifestazioni modificate di un movimento circolare intrinseco che caratterizza le radici e altre parti in crescita. Darwin descrive in dettaglio come questi movimenti siano cruciali per la sopravvivenza e l'adattamento delle piante al loro ambiente. La sua teoria mette in luce l'importanza del movimento come una risposta evolutiva alle forze naturali.
Il libro è basato su una serie di esperimenti condotti da Darwin e dal suo collaboratore Frank, che utilizzarono tecniche innovative per tracciare e registrare i movimenti delle piante nel tempo. Una delle principali caratteristiche del libro sono i numerosi diagrammi che rappresentano i movimenti osservati, ottenuti tramite diverse tecniche di tracciamento, tra cui l'uso di lastre di vetro su cui venivano registrati i movimenti e poi trasferiti su carta da lucido. Questi diagrammi e le note di Darwin sono conservati nell'archivio Darwin di Cambridge.
Nel capitolo finale, Darwin sostiene che tutte le adattamenti botanici possano essere spiegati come modificazioni graduali di tratti preesistenti, rispondenti alle forze naturali come luce e acqua. Questo approccio conferma la visione darwiniana dell'evoluzione come processo lento e continuo, dove anche i piccoli cambiamenti nei comportamenti delle piante possono portare a grandi adattamenti.

## Pubblicazione e ricezione
La prima edizione de The Power of Movement in Plants fu pubblicata il 6 novembre 1880 dalla casa editrice John Murray. Venne venduta a circa 1.500 copie durante la vendita autunnale di Murray, ma, a causa della sua natura altamente specialistica, l'opera non ebbe un grande successo di vendite e fu tra le meno diffuse delle opere di Darwin. Fu pubblicata in un'edizione standard, al costo di 15 scellini, e includeva una serie di inserzioni pubblicitarie risalenti al maggio del 1878. La prima edizione conteneva anche delle correzioni errate che furono sistemate nelle successive tirature.
Nonostante la sua limitata diffusione, il libro rimase un importante contributo alla comprensione della biologia vegetale e dell'adattamento delle piante. Dopo la morte di Darwin, l'opera non fu ristampata fino agli anni 1960, quando vennero pubblicate delle edizioni facsimilari nel 1966 e nel 1969.

## Impatto scientifico
Il libro ha contribuito a rafforzare la concezione darwiniana che anche le piante, tradizionalmente viste come esseri passivi, possiedano una complessità evolutiva e un'abilità straordinaria nell'interagire con l'ambiente circostante. Nella sua autobiografia, Darwin scrisse riguardo all'opera: «Nel 1880 pubblicai, con l'assistenza di Frank, The Power of Movement in Plants. Questo fu un lavoro arduo… le principali classi di movimenti, stimolati dalla luce, dall'attrazione gravitazionale, ecc., sono tutte forme modificate del movimento fondamentale di circumnutazione.»
Francis Darwin, nel suo Life and Letters, descrisse il concetto centrale del libro come la tendenza spontanea delle piante a ruotare o circumnutare, una caratteristica che sarebbe alla base dei loro movimenti in risposta a fattori ambientali come la luce e la gravità. Successivamente, Francis Darwin pubblicò un articolo sul potere delle foglie di orientarsi perpendicolarmente alla luce incidente, un lavoro che si inserisce nell'ambito delle ricerche avviate nel Power of Movement in Plants.

## Edizioni
- (EN) Charles Darwin, The power of movement in plants, London, John Murray, 1880.
- Giovanni Canestrini e Riccardo Canestrini (a cura di), Il potere di movimento nelle piante, Torino, Unione Tipografico Editrice, 1884.